# La rosa rossa (film)
La rosa rossa è un film del 1973 diretto da Franco Giraldi.
Il soggetto è tratto dall'omonimo romanzo di Pier Antonio Quarantotti Gambini.

## Trama
Negli anni successivi al primo conflitto mondiale il conte Paolo Balzeri, ex generale dell'esercito austroungarico, si reca in visita a Capodistria presso il cugino Zaccaria Piero de Faralia e sua moglie Ines, che il militare non vedeva da trent'anni. Assieme a Paolo ricompaiono molti ricordi: primo fra tutti quello di una rosa rossa che un'ignota innamorata poneva tutti i giorni nella camera del conte quando egli era un giovane ufficiale. Un giorno il generale scopre Basilia nel gesto di deporre la solita rosa rossa e poco dopo muore. Era stata la domestica a compiere il gesto tanti anni prima? Non è possibile saperlo, poiché, come ora apprende Piero, anche Ines era tra le ammiratrici innamorate di Paolo. Contestualmente si risvegliano ricordi e sentimenti di chi all'epoca aveva conosciuto il conte: la servetta Rosa si lascia conquistare dal dottor Rascovich; Basilia avvicina Andrea, domestico in una casa vicina, forse fratellastro del conte; Pietro e Ines, dopo una breve burrasca di gelosia, si riavvicinano e invitano Basilia a sedere alla loro mensa padronale.

## Produzione
Prodotta dalla CEP per la Rai, ha ricevuto una "distribuzione esigua".

## Accoglienza

### Critica
Con una vicenda sommessa e intimista Giraldi realizza un film psicologico "pieno di non detti", nobile ed elegiaco ma "Un po' polveroso", girato con finezza e ironia (specie nella prima parte) e ben sostenuto dalla colonna sonora di Luis Bacalov (... che è però pressoché integralmente costituita da brani tratti dalla prima e terza sinfonia di Gustav Mahler e quindi non certo originale) e dalle interpretazioni degli attori, all'interno di una accurata ricostruzione d'epoca della società istriana.

## Riconoscimenti
- Taormina Film Fest
  - Premio per la regia[1]